# 리컴번트 자전거

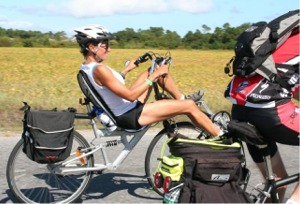
Cruzbike Sofrider (PBFWD 리컴번트)와 2007년 "북캘리포니아 500마일 자전거 횡단" 골인지점의 여성

리컴번트 자전거(Recumbent bicycle) 또는 와식 자전거(臥式自轉車)는 등을 뒤로 기대고 탈 수 있게 만들어진 자전거이다. 거의 대부분의 리컴번트 탑승자들은 인체공학적 이유로 이 디자인의 자전거를 선택한다. 탑승자의 무게가 등과 엉덩이로 지탱되는 넓은 영역에 걸쳐 편안하게 분산되기 때문이다. 전통적인 직립자전거에서는 전체 몸무게가 좌골의 일부분, 발, 손에 집중된다.
일반적으로 리컴번트형은 다리를 앞으로 내고 뒤로 누운 자세 때문에 정면에서 바라본 면적이 작아져서 공기역학적 장점도 함께 가진다. 한때 자전거 속도의 세계기록이 리컴번트의 기록으로 작성되었으며, 1934년 이후로 국제 자전거 경주에서 금지되었다.
리컴번트 자전거의 형태는 아주 다양한데, 쇼트/롱 휠베이스, 대/소/혼합형 휠사이즈, 오버시트/언더시트/노핸즈 핸들, 전륜/후륜 구동 등이 있다. 바퀴가 세 개 달린 변형된 리컴번트 자전거는 리컴번트 삼륜자전거로 불린다.

## 본문
리컴번트 자전거의 종류는 휠베이스, 휠사이즈, 조향시스템, 페어링(fairing)의 유무, 전륜구동, 후륜구동에 따라 나뉜다.

### 휠베이스

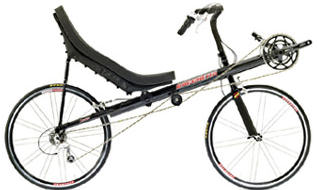
Bacchetta Corsa, 쇼트 휠베이스 하이레이서

롱휠베이스 (long wheel base, LWB) 모델들은 페달이 앞바퀴와 뒷바퀴 중간지점에 있고, 쇼트휠베이스(short wheelbase, SWB) 모델들은 페달이 앞바퀴보다 앞에, 컴팩트 롱휠베이스 (compact long wheelbase, CLWB) 모델들은 페달이 앞바퀴에 아주 가깝게 혹은 앞바퀴 위쪽에 위치한다. 상기 분류의 변형된 형태로서 중간형(intermediate types)이나 컨버터블 (Convertible LWB)도 존재하는데, 리컴번트 자전거의 형태에는 "표준" 형태가 없다고 할 수 있다.

### 휠사이즈
리컴번트의 뒷바퀴는 일반적으로 탑승자의 뒤쪽에 위치하며 16"에서 직립자전거의 700c까지의 다양한 크기가 있다. 많은 리컴번트 자전거들이 26인치(ISO 559), ISO 571 (650c), 또는 ISO 622 (700c) 듀얼휠(전후륜 동일한 크기)을 달고 나옴에도 불구하고 앞바퀴는 뒷바퀴보다 작은 것이 보통이다. 이들 중 눈에 띄는 것은 "하이레이서"인데, 대표적인 것으로 Bacchetta Corsa와 Strada 혹은 Volae Team, 혹은 "LWB-style" RANS Stratus XP 등이 있다. 바퀴가 커지면 일반적으로 회전 저항가 낮아지지만 공기 저항은 높아진다. 하이레이서 애호가들은 하이레이서가 더욱 안정적이며, 낮은 무게중심이 자전거의 안정성을 높여준다고 하지만, 리컴번트 자전거의 디자인은 아주 다양하기 때문에 그런 일반론은 통하지 않는다고 주장한다. 듀얼휠의 또 다른 장점은 단일 크기의 이너튜브를 사용할 수 있다는 것이다.

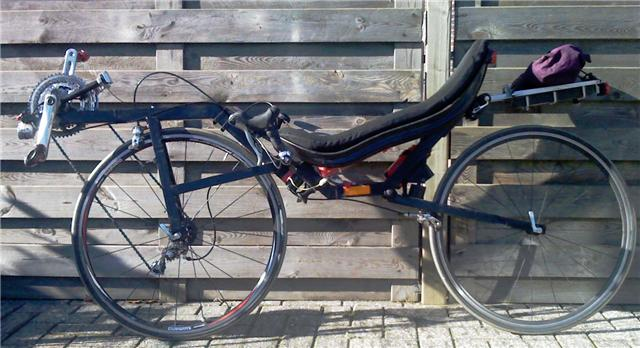
700c 휠을 장착한 피보팅붐 전륜구동 플레보바이크 레이서

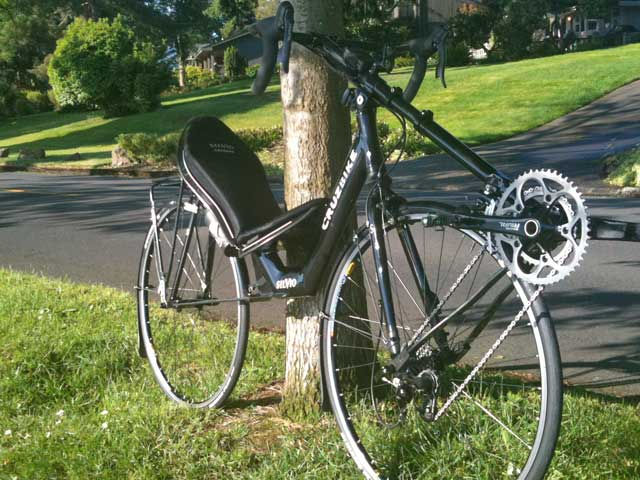
크루즈 실비오 (2009). 피보팅붐 전륜구동, 700C 로드바이크

리컴번트 자전거에서 가장 흔히 볼 수 있는 조합은 아마도 ISO 559 (26-인치) 후륜과 ISO 406 (20-인치) 전륜이다. 작은 전륜과 큰 후륜의 조합은 전륜과 페달 사이의 공간을 확보해서 "힐 스트라이크" (핸들을 크게 꺾었을 때 탑승자의 발꿈치가 앞바퀴에 닿는 현상)를 방지해준다. 피보팅붐 전륜구동 (pivoting-boom front-wheel drive) 형태 또한 힐 스트라이크를 해결하는데, 핸들을 조작함에 따라 페달과 앞바퀴가 함께 틀어지도록 설계되었기 때문이다. 따라서 피보팅붐 전륜구동 자전거는 듀얼 26" 혹은 더 큰 바퀴를 이용할 수 있다.

### 조향
리컴번트 자전거의 조향은 일반적으로 다음과 같이 분류된다.
- 오버시트 스티어링(over-seat steering, OSS) 혹은 어보브 시트 스티어링(above seat steering, ASS)
- 언더시트 스티어링(under-seat steering, USS)
- 센터 스티어링(center steering) 혹은 피벗 스티어링(pivot steering)

OSS/ASS은 일반적으로 직접적(일반적인 자전거의 핸들처럼 전륜에 직접 작용)인 반면 앞바퀴 뒷쪽으로 길게 뻗어나온 조향축을 써야 한다. 핸들이 뒤쪽으로 길게 늘어난 형태도 있다. LWB 자전거들에서는 헬리콥터 스타일의 조종간도 볼 수 있다. USS는 일반적으로 직접적(핸들이 벨 크랭크 및 로드 체계를 통해서 헤드셋에 직접 연결됨)이다. 대부분의 태드폴 삼륜자전거(tadpole trikes)는 USS 방식을 택한다. 센터 스티어링이나 피봇 스티어링 리컴번트 자전거(Flevobikes, Pythons 등)는 핸들바가 전혀 없기도 하다.

### 구동방식
직립자전거와 사실상 마찬가지로 대부분의 리컴번트 자전거는 후륜구동이다. 하지만, 크랭크가 앞바퀴에 가깝기 때문에 전륜구동(FWD)으로도 만들어질 수 있으며, 이는 더욱 짧은 체인을 사용할 수 있는 장점이 있다. 어떤 형태에서는 조향을 위해 체인을 살짝 꼬아야 하는 것도 있다. Pivoting-boom FWD (PBFWD)이라고 불리는, 크랭크셋(페달이 달린 크랭크와 그 주변부)이 프론트포크(앞바퀴와 앞바퀴가 달린 주변부)와 연결되어 함께 움직이는 형태도 있다.
체인 길이를 단축할 수 있다는 장점 외에 PBFWD의 장점으로 힐스트라이크 없이(즉, 회전하면서도 페달을 저을 수 있다) 큰 바퀴를 사용하여 회전 저항을 낮출 수 있다는 것과 바퀴가 헛돌때 혹은 등판시 상체를 이용할 수 있다는 것이다. 자갈이나 젖은 잔디로 덮힌 가파른 언덕을 오를 때 바퀴가 헛도는 것은 모든 전륜구동 자전거의 큰 단점이다. 이것은 오프로드 라이더에게는 치명적인데 몸의 중심을 앞으로 옮긴다거나 페달을 일정한 힘으로 젓거나 트레드가 더 복잡한 자전거 타이어를 사용하는 것으로 해결될 수 있다. 또 다른 PBFWD의 단점은 페달-조향의 연동(페달에 가해지는 힘으로 바퀴의 방향을 바꿀 수 있다)에 적응해야 하기 때문에 사람에 따라 배우기가 약간 어려울 수 있다는 것이다. 초심자는 균형잡힌 페달 운동에 익숙해지기전에는 회전이 많은 길에서 벗어날 수도 있다. 일단 익숙해지면 PBFWD 리컴번트 자전거는 다른 자전거들처럼 똑바로 나갈 수 있고, 커브길에서는 발만으로도 더욱 정확하게 회전할 수 있다. PBFWD 리컴번트 자전거의 예로는 크루즈바이크(Cruzbike), 플레보 바이크(Flevo Bike), 그리고 파이선 로우레이서(Python Lowracer) 등이 있다.

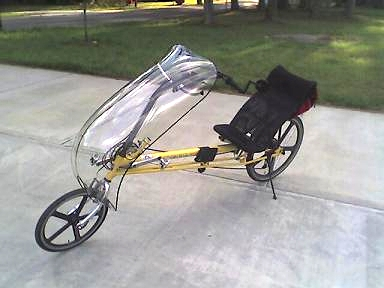
A RANS V2 Formula long wheelbase recumbent bike fitted with a front fairing

### 서스펜션
요즘의 리컴번트 자전거 제조사들은 편안함과 험한 길에서의 트랙션을 위해 전후륜 서스펜션 시스템을 채용하는 것을 증가시키는 추세에 있다. 오일이나 에어댐핑을 이용한 코일, 엘라스토머, 그리고 스프링 서스펜션 시스템이 리컴번트 자전거의 바퀴 연결부와 후륜 완충장치에 사용되고 있다. 완충장치가 장착된 산악자전거의 성장이 이러한 디자인의 개발을 더욱 앞당겼다.

### 페어링
일부 라이더는 자신의 자전거를 페어링이라 불리는 장치를 이용하여 공기역학적으로 만든다. 이것은 윈드드랙을 줄여주고 (일반적으로 평균 속도를 2 mph 올려준다) 비가 오거나 추운 날 탑승자를 따뜻하게 지켜준다는 장점이 있다. 페어링은 직립자전거에도 역시 적용할 수 있지만, 그런 경우는 훨씬 드물다.

### 안장
자전거 안장은 프레임 위에 타이트하게 씌워진 메쉬이거나 하드쉘 위에 씌워진 폼 쿠션인데, 얇은 재료를 이용해 찍어내거나 혹은 조립할 수 있다. 하드쉘 안장은 유럽에서 많이 볼 수 있고, 메쉬 안장은 미국에서 인기가 있다.
최근에는 미국이나 유럽 공히 카본으로 성형한 안장을 가장 많이 쓴다. 비싸긴 하지만 확실히 가볍고 좋다.

## 같이 보기
- 삼륜차
- 외발자전거

## 추가 문헌
- Fehlau, Gunnar (2003). 《The Recumbent Bicycle》 2판. Out Your Backdoor Press. ISBN 1-892590-58-1.
- Fehlau, Gunnar (2006). 《The Recumbent Bicycle》 3판. Out Your Backdoor Press. ISBN 1-892590-59-X.